# 285 v.Chr.

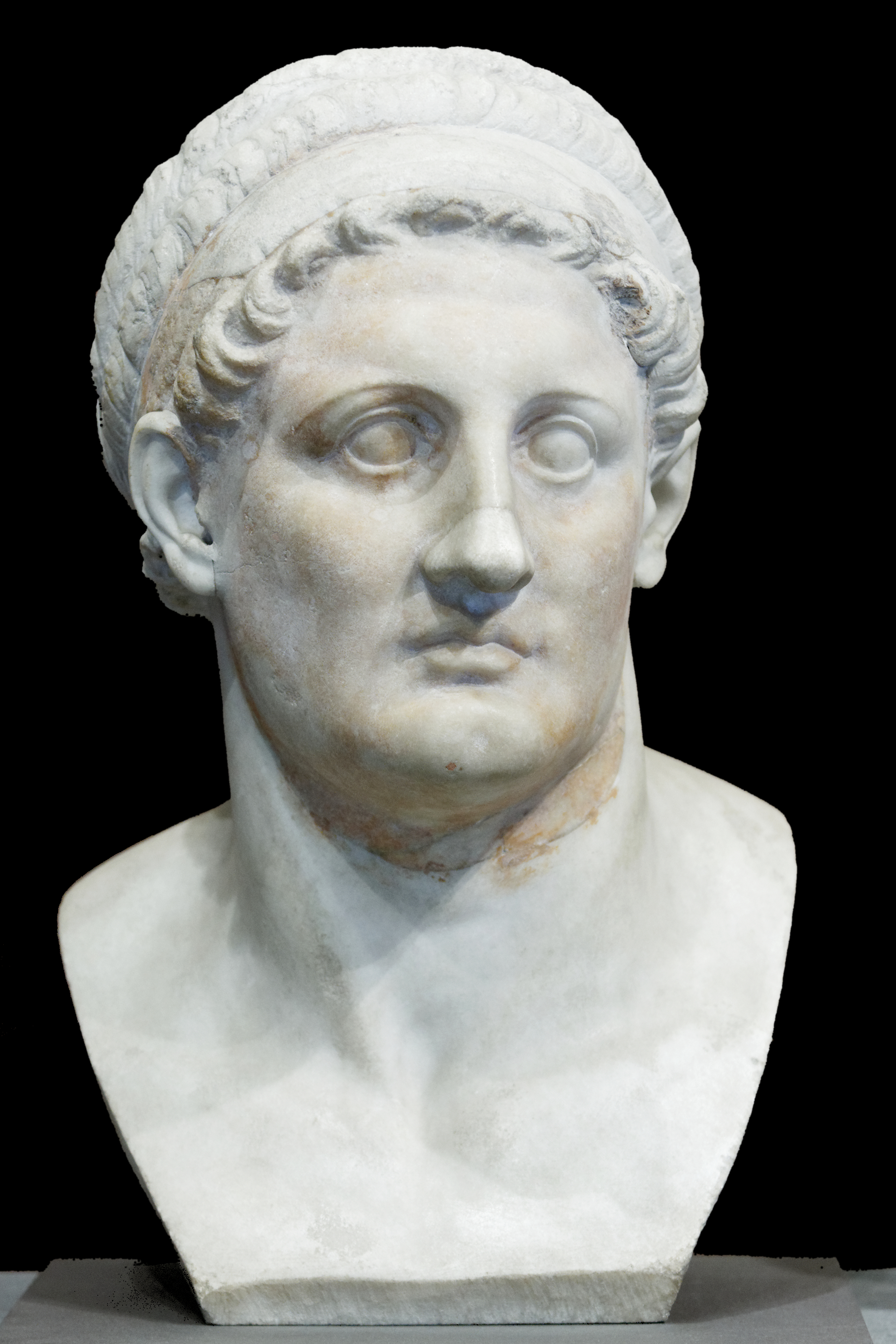
Buste van Ptolemaeus I (367 - 283 v.Chr.)

Het jaar 285 v.Chr. is een jaartal volgens de christelijke jaartelling.

## Gebeurtenissen

### Italië
- In Magna Graecia houden de Lucaniërs een plunderveldtocht tegen de Griekse steden Locri, Rhegium en Thurii.

### Egypte
- Ptolemaeus I benoemt zijn zoon Ptolemaeus II Philadelphus tot co-regent van het Egyptische Rijk.
- Ptolemaeus Keraunos, een halfbroer van Ptolemaeus II, vlucht naar het Macedonische hof van Lysimachus.

### Griekenland
- Lysimachus bezet Thessalië en sluit een vredesverdrag met Athene.

## Geboren
- Hamilcar Barkas (~285 v.Chr. - ~229 v.Chr.), Carthaags veldheer en opperbevelhebber tijdens de Eerste Punische Oorlog
- Ktesibios van Alexandrië (~285 v.Chr. - ~228 v.Chr.), Grieks wiskundige, wetenschapper, technicus en uitvinder

## Overleden
- Dicaerchus, Grieks peripatetisch wijsgeer